# Axenyllodes
Axenyllodes is een geslacht van springstaarten uit de familie van de Odontellidae. De wetenschappelijke naam van de groep werd voor het eerst voorgesteld door Jan Waclaw Stach in 1949. 

## Soorten
- Axenyllodes bayeri
- Axenyllodes caecus
- Axenyllodes clevai
- Axenyllodes echinatus
- Axenyllodes ghilarovi
- Axenyllodes marci
- Axenyllodes microphthalmus
- Axenyllodes minitaurus
- Axenyllodes monoculatus
- Axenyllodes nematodes
- Axenyllodes ukrainus